# Kirche Hl. Nikolaus (Bašaid)
Die Kirche Hl. Nikolaus (serbisch: Црква Светог оца Николаја (Светог Николе), Crkva Svetog oca Nikolaja (Svetog Nikole)) im Dorf Bašaid ist eine serbisch-orthodoxe Kirche in der nordserbischen Provinz Vojvodina.
Das von 1830 bis 1833 erbaute Gotteshaus unter dem Patrozinium des Heiligen Nikolaus von Myra ist die Pfarrkirche der Pfarrei Bašaid im Dekanat Novi Bečej der Eparchie Banat der Serbisch-orthodoxen Kirche.
Die Kirche gehört zu den Kulturdenkmälern Serbiens und gilt als eine der größten Kirchen in der gesamten Vojvodina.

## Lage
Die Kirche steht im Dorfzentrum von Bašaid, einem Dorf in der Opština Kikinda, im nördlichen Teil des serbischen Banats.
Sie steht im umzäunten Kirchhof an der Hauptstraße Vojvođanska ulica Nr. 50. Gegenüber der Kirche befindet sich der Dorfpark.
Das 1898 erbaute Pfarrhaus steht zwischen dem Dorfrathaus und dem Dorfplatz und wurde 1998 renoviert. Im Dorf existiert zudem ein serbisch-orthodoxer Dorffriedhof mitsamt einer 1927 erbauten serbisch-orthodoxen Kapelle. Die Kapelle ist dem Patronat des Hl. Großmärtyrers Dimitri anvertraut.

## Geschichte

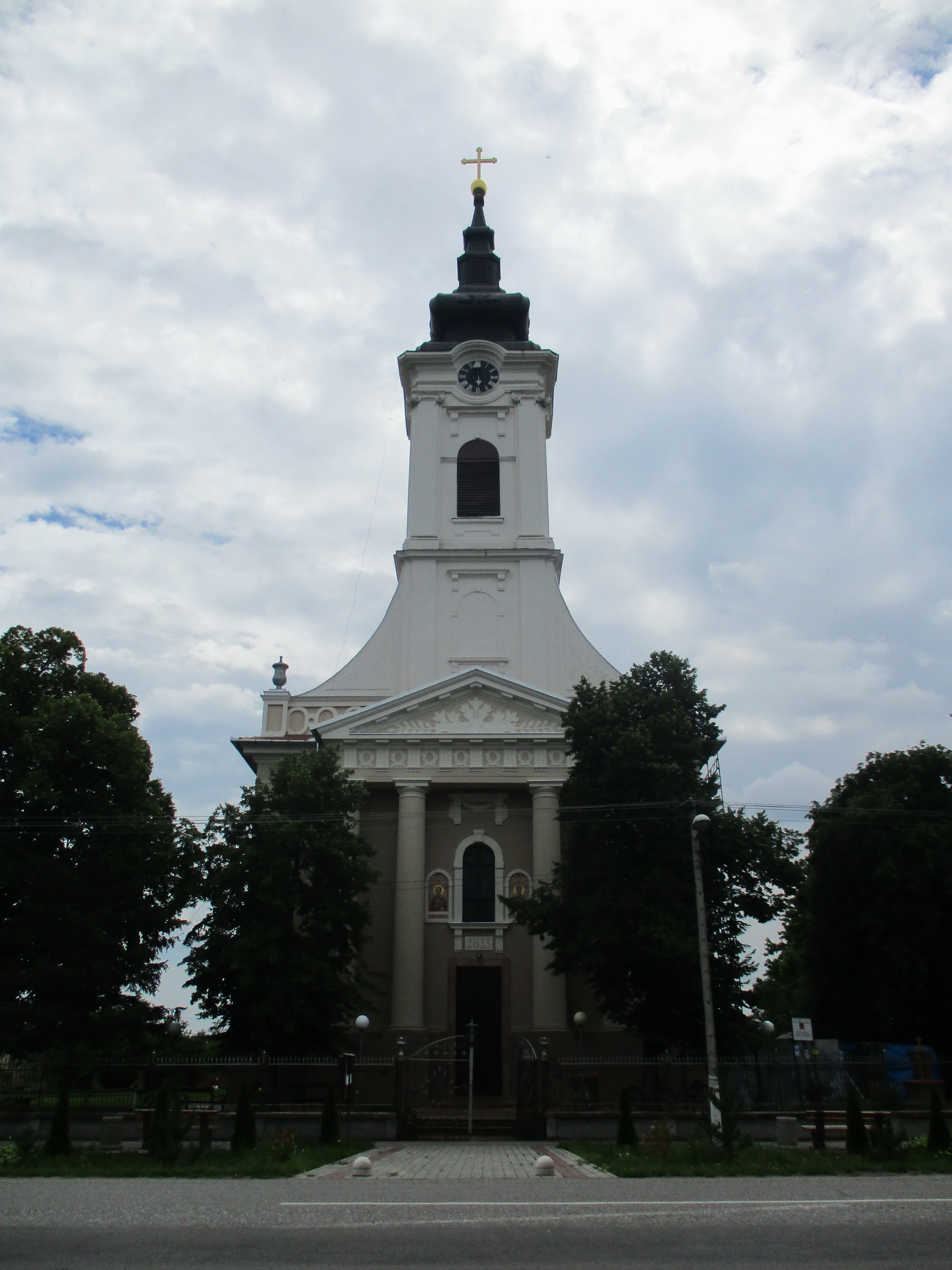
Die Westfassade der Kirche mitsamt Kirchturm und Portikus

### Vorgeschichte
Bašaid ist ein sehr altes Dorf und gehört zu den größeren Dörfern der Opština. 1332 wird es in historischen Schriften erwähnt und befindet sich seit 1777 an seinem heutigen Standort.

### Die alte Nikolauskirche
Vor der heutigen Kirche stand am Dorfplatz im Dorfzentrum eine ebenfalls dem Patrozinium des Hl. Nikolaus unterstellte und 1788 erbaute Kirche. Diese befand sich gegenüber der jetzigen Kirche im heutigen Dorfpark.
Das genaue Aussehen der alten Kirche ist nicht bekannt, da weder Fotografien oder schriftliche Belege über sie vorhanden sind. Es wird angenommen, dass sie der Kirche in der alten Siedlung Mala Kikinda ähnlich aussah, die wie folgt beschrieben wird: eine aus Holzbalken errichtet Kirche, mitsamt drei Fenstern und zwei einfachen Türen, ohne Gewölbe, mit einem Schilfdach bedeckt und einem einfachen Kirchturm aus Holz mitsamt einer Kirchglocke. Weder der Kirchhof noch der Dorffriedhof waren zu der Zeit eingezäunt.
1797 dienten die orthodoxen Priester Lazar Dimitrijević und Nedeljko Odažić im Ort.

### Die jetzige Nikolauskirche

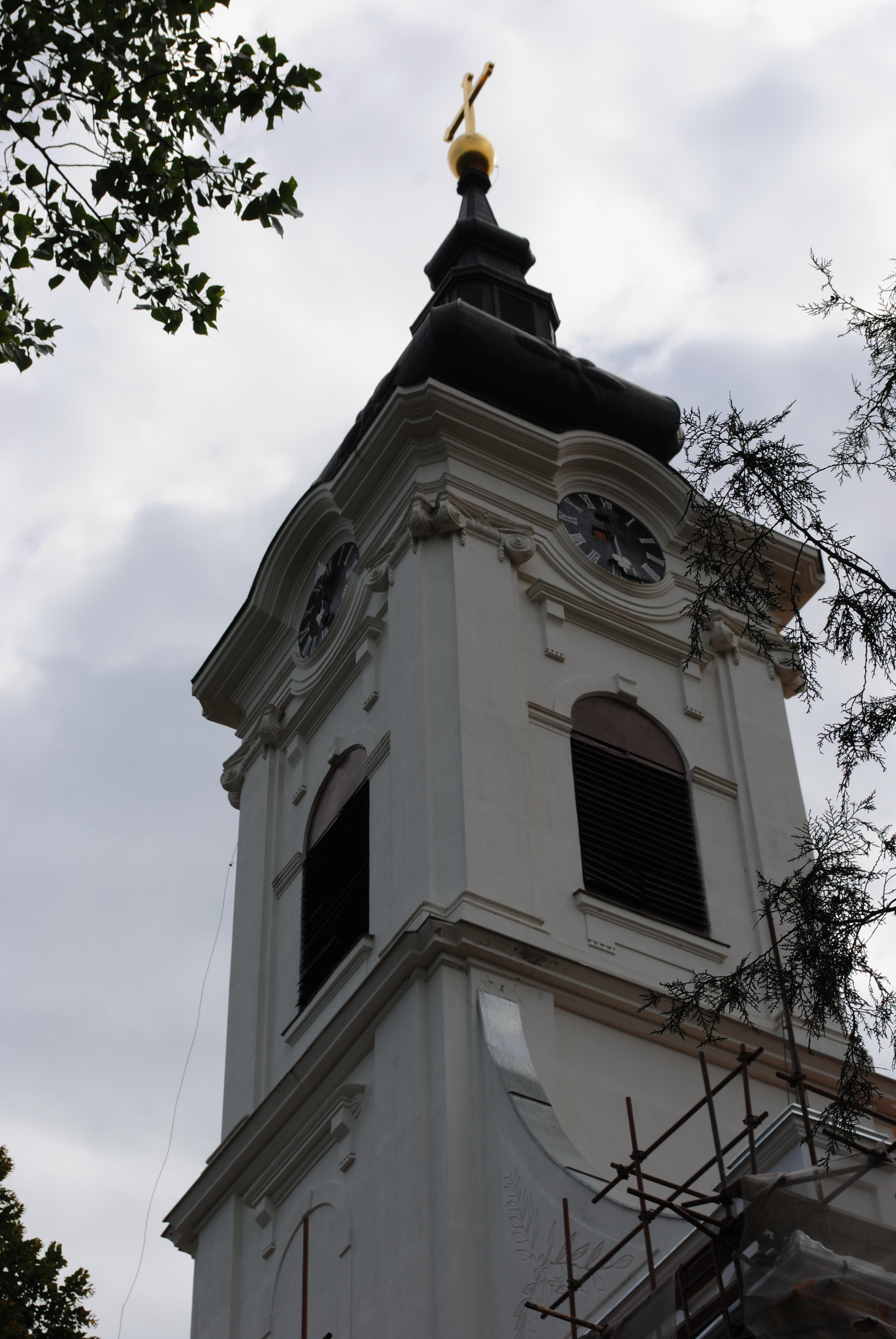
Blick auf den renovierten Kirchturm

Gegenüber der alten Kirche wurden 1830 die Kirchenfundamente zum Bau der heutigen Kirche gelegt und geweiht. Die neue Kirche wurde nach drei Jahren Bauzeit 1833 fertiggestellt und am 22. Mai 1833 durch den Protopresbyter Jovanović feierlich eingeweiht. Die Dorfbewohner hatten weitgehend selbst den Kirchenbau finanziert.
Während des Kirchenbaus waren die Priester Mihajlo Popović, gebürtig aus Mol und Rafailo Sokolović, geboren in Žitište, im Dorf tätig. Damals zählte das Dorf um die 340 Haushalte.
Die Ikonen der Ikonostase der Kirche wurde vom Ikonenmaler Pavle Simić aus der Hauptstadt der Vojvodina Novi Sad gemalt. Bemerkenswert ist, dass er für das Bemalen der Ikonen der Ikonostase und der Wandfresken volle sechs Jahre, nämlich von 1860 bis 1866 brauchte. Die Ikonostase wurde von Mihajlo Kojić aus Kikinda geschnitzt, und Josef Tetfen aus Wien vergoldete die Ikonostase und die Kirchenchöre.
Von 1911 bis 1927 diente in der Kirche als Pfarrpriester (der spätere Bischof der Eparchie Ober-Karlovac in Kroatien) Sava Trlajić. Er wurde während des Zweiten Weltkrieges 1941 im Velebit-Gebirge von den Ustaša ermordet. Im Jahre 2000 wurde er als Hl. Priestermärtyrer Sava Gornjokarlovački heiliggesprochen. Ihm zu Ehren befindet sich eine Gedenktafel in der Kirche. Er gilt auch als zweiter Patron der Kirche.
Seit 2013 wird die Kirche mit dem Segen des Bischofs der Eparchie Banat, Nikanor, großflächig renoviert und restauriert. Es wurde bisher: das Kirchendach großflächig erneuert, der Kirchturm mitsamt Westfassade neu gestrichen und das Kirchenkreuz auf dem Kirchturm neu vergoldet, die maroden Fenster wurden ausgetauscht, neue Bodenfliesen aus Keramik verlegt, vorhandene Feuchtigkeit abgezogen, im Pfarrhaus eine Zentralheizung eingebaut und die Decke saniert. Es sollen auch die Nord-, Süd- und Ostfassade der neu gestrichen werden. Die Kosten für alle Arbeiten belaufen sich auf bis zu 12 Millionen serbische Dinare.
Auch wurden die vier Kirchenglocken elektrifiziert und eine neue 800 kg schwere Hauptglocke erworben. Diese stammt aus der Gießerei Kremenović aus dem Dorf Belosavci bei Topola in der Šumadija. 1948 war die letzte große Kirchglocke gebrochen und die folgenden 73 Jahre gab es kein Glockengeläut im Dorf. Die 2022 erworbene Glocke soll am 17. Juli, dem Feiertag des Hl. Sava Gornjokarlovački, dieses Jahres im Kirchturm installiert werden auch wurde 2022 das erste Kind nach 73 Jahren im Pfarrhaus geboren. Derzeitiger Priester der Kirche ist seit 2021 Aleksandar Lekić. Auch wurden neue liturgische Gegenstände erworben.

## Architektur

### Kirchenäußeres

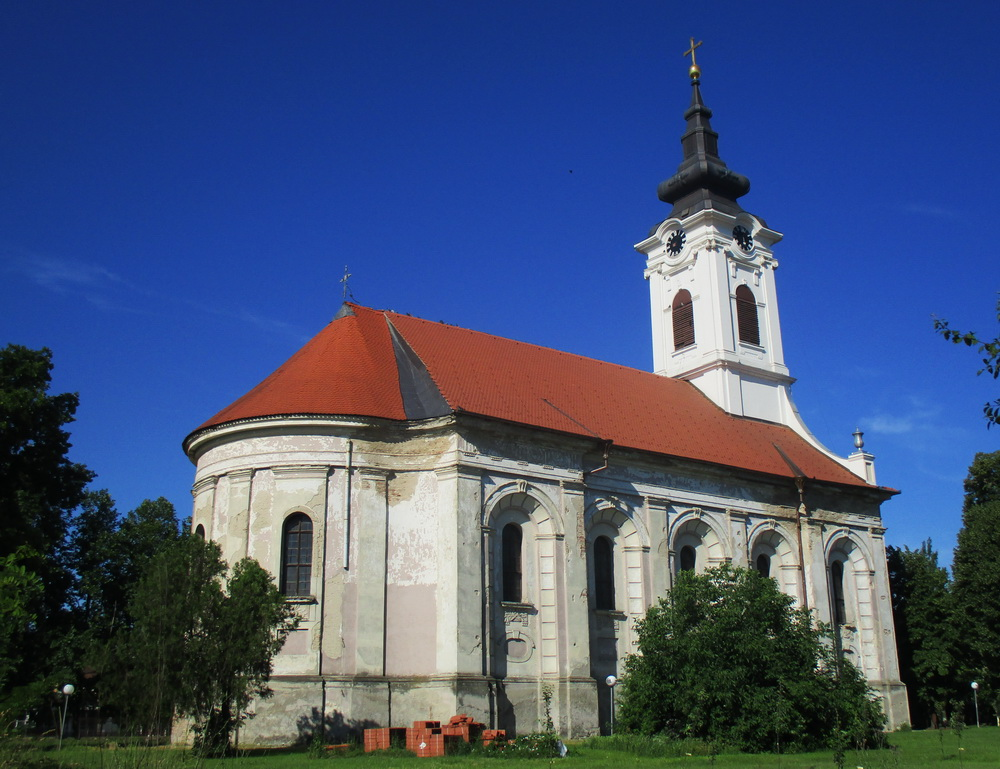
Seitenansicht der Kirche

Die monumentale einschiffige Kirche mit einem Kirchturm im Westen und einer Altar-Apside im  Osten, wurde aus festem Material (gebrannte Ziegel) erbaut. In ihr vereinen sich mehrere verschiedene Baustile. Es dominieren, für die Erbauungszeit typisch, der Barock, in Gestalt des verzierten Vojvodina Barock und der Klassizismus.
Aber auch am Naos und Kirchturm sind Elemente des romanischen Stil erkennbar, an der Westfassade erinnert der Portikus mit seinen vier Säulen an die antike Architektur, während die runden Kirchenfenster die Byzantinische Architektur aufgreifen.
Die Länge der Kirche beträgt 40 Meter, die Breite 12 Meter, die Höhe mitsamt Kirchturm und mehrgeschossiger Zwiebelturmkappe 49 Meter.
Sie ist geräumig, in harmonischen Proportion aufgeteilt und der Altartisch ist aus Ziegeln erbaut. Als architektonische Konzept reiht sich die Kirche in die typische Bauordnung von Kirchengebäuden der Vojvodina ein, die höchstwahrscheinlich nach einem Standardprojekt von Ingenieuren des Militärgrenzdienstes entworfen wurde, jedoch mit kleinen Abweichungen in der Anordnung der dekorativen Elemente erbaut wurde.
Die Kirche besitzt einen Haupteingang an der Westfassade und mehrere an der Süd- und Nordfassade. Über dem Haupteingang befindet sich eine Tafel mit dem Jahre der Einweihung der Kirche 1833 und über dieser neben einem Kirchenfenster zwei Nischen, in denen jeweils in einer, der Hl. Nikolaus und der Hl. Sava Gornjokarlovački abgebildet sind.
Der hohe Kirchturm erhebt sich aus der Westfassade. Ebenfalls an der Westfassade befindet sich der Portikus bestehend aus vier dorischen Säulen, die von einem Tympanon und einem Ornament in Form einer Triglyphe und einer Metope im Triglyphenfries überragt werden. Die Seitenfassaden sind durch Pilaster gegliedert, zwischen denen sich tiefere Einbuchtungen in Form von Nischen mit Kassettenbögen befinden. Die Stilmerkmale des Klassizismus sind an der Westfassade und am Portikus am stärksten ausgeprägt.
Um die Kirche herum befindet sich der große Kirchhof der von einem Eisenzaun umzäunt wird.

### Kircheninnenraum
Die Ikonostase, die Malereien in den Kirchenchören und die Wandmalereien (Fresken) sind Werke von Pavle Simić. Die Holzschnitzereien der prächtigen Ikonostase sind sehr reich verziert und zeigen eine ungewöhnliche Kompositionen von Ornamenten auf. Insgesamt ist die Ikonostase im Wesentlichen klassizistisch aufgebaut: Der Architrav, der von korinthischen Säulen getragen wird, sticht hervor, und die Vasen sind als Akroterien platziert.
Der ebenfalls künstlerisch wertvolle gemalte Teil der Ikonostase zeichnet sich durch kühlere Farben und eine gewisse Ruhe aus, was an den Charakteren, Stoffen und der Zurückhaltung an Bewegung sichtbar ist, dies sind klassische Merkmale des Klassizismus.
Auf dem Gottesmutterthron ist die Allerheiligste Gottesmutter Maria mit dem Christuskind dargestellt. Es existiert keine weitere Ikone auf dem Thron.
Auf dem Bischofsthron befindet sich die Ikone des Hl. Sava von Serbien.
In den Chorvertäfelungen sind einige serbische Herrscher dargestellt. In jedem Chor sind jeweils drei Herrscher abgebildet, Fürst Lazar, Stefan Nemanja und Stefan Milutin im Südchor und Uroš, Stefan Nemanjić und Stefan Uroš III. Dečanski im Norden.
Im hohen Gewölbe befinden sich kleine Kompositionen, drei auf jeder Seite. An den Wänden sind die Kompositionen in vier großen rechteckigen Flächen platziert. Auf der Südseite des Gewölbes befinden sich: die Darstellung des Herrn, der Engel führt den hl. Apostel Peter aus dem Verlies und die Geburt des hl. Johannes des Täufers.
Auf der Nordseite des Gewölbes befinden sich: Die Geburt der Jungfrau Maria, die Bergpredigt und der Mariä Tempelgang.  Die Fußwaschung auf der Südwand ist eine der schönsten Kompositionen in Bezug auf Originalität, gute Kompositionsgestaltung, eine interessante Detailqualität und eine durchdachte Perspektive. Hinter den Ereignissen im Vordergrund erstreckt sich die Komposition diagonal in die Tiefe.
Auf den Säulen im Narthex ist jeweils eine Heilige in klösterlicher Kleidung abgebildet. Im Altarraum befinden sich vier weitere Wandmalereien mit Darstellungen der heiligen Väter in bischöflichen Ornamenten. Über allem ist Christus auf dem Thron. Im Gewölbe befindet sich eine Komposition der Heiligen Dreifaltigkeit. In der Mitte sind Christus und Gott Vater. In den Ecken befinden sich die hl. Evangelisten mit ihren Attributen. Der mittlere Teil der Komposition ist erheblich beschädigt.
Das Kreuz am Chor gehörte wahrscheinlich zu einer älteren Ikonostase, da der Schnitz- und Bemalungsstil die Merkmale von Werken aus dem 18. Jahrhundert trägt. Zu den wertvollsten Liturgiegegenständen zählt ein vergoldeter Silberkelch mit einem Volutensockel und floraler Dekoration aus Weinreben, Lorbeerkränzen, Blüten und Blättern.